# 지르츠구

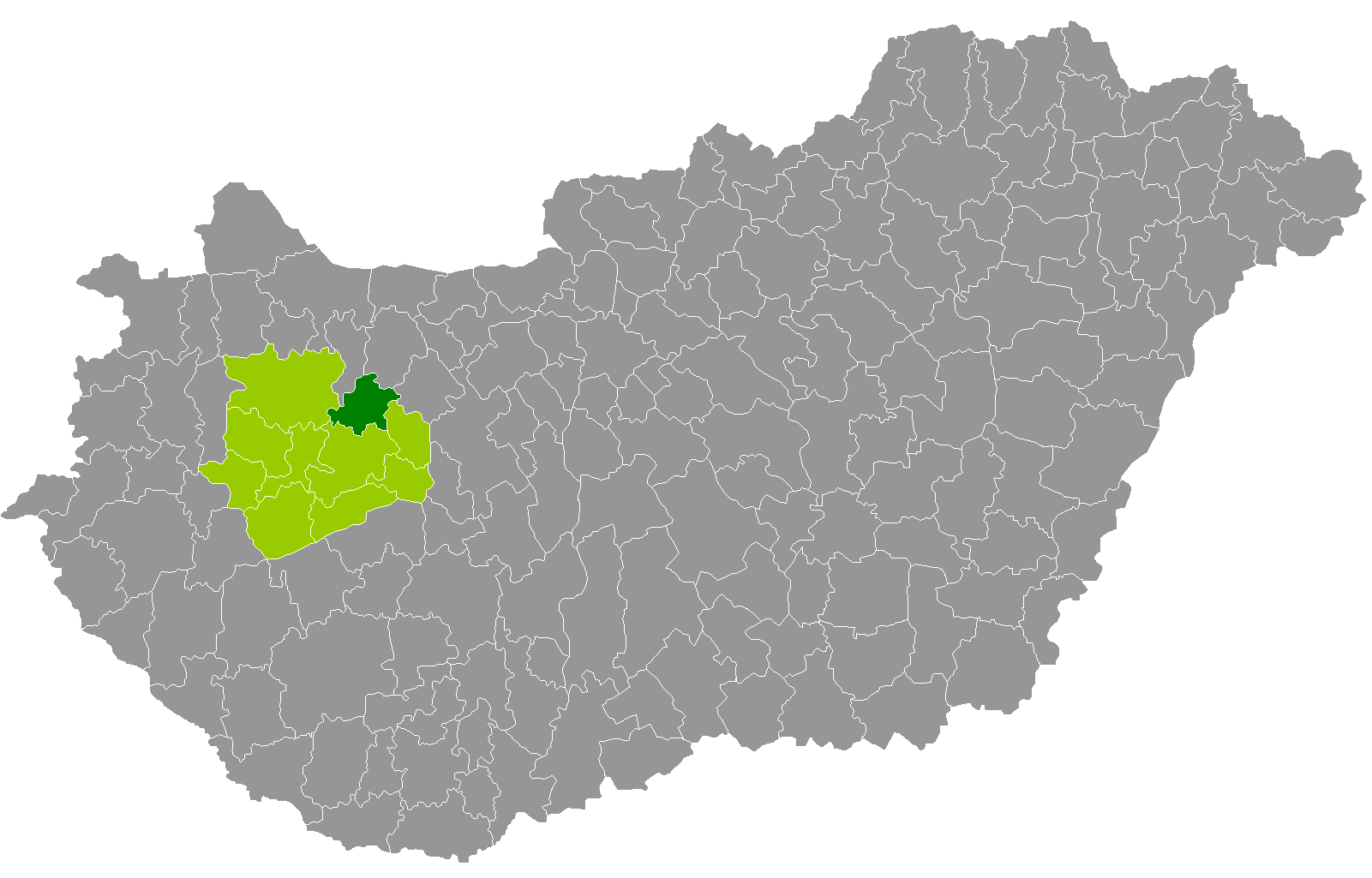
베스프렘주 지도에 표시된 지르츠구의 위치

지르츠구(헝가리어: Zirci járás)는 헝가리 베스프렘주에 위치한 구로 구청 소재지는 지르츠이며 면적은 331.02km2, 인구는 19,386명(2011년 기준), 인구 밀도는 59명/km2이다.
북쪽으로는 죄르모숀쇼프론주 펀논헐머구, 코마롬에스테르곰주 키슈베르구, 동쪽으로는 바르펄로터구, 페예르주 모르구, 남쪽으로는 베스프렘구, 서쪽으로는 파퍼구와 접한다. 15개 지방 자치체(1개 시, 14개 마을)를 관할한다.

구 문장